# سونيك بوم (مسلسل تلفزيوني)
سونيك بوم (بالإنجليزية: Sonic Boom) هو مسلسل رسوم متحركة حاسوبيًا، إنتاج OuiDo! Productions وسيجا. يعرض حاليا في التلفاز على قنوات عديدة كقناة كارتون نتوورك الأمريكية، وسيجا هي من يعمل على تصميمه، فقد أظهرت ذلك في بيان صحافي لها في خريف عام 2013، وتبين أنه سيعرض في التلفاز خريف سنة 2014 ويتم عرضه على كرتون نتورك بالعربية سنة 2015، كما أن كل حلقة ستكون ذات موضوع.[بحاجة لمصدر]

## البث

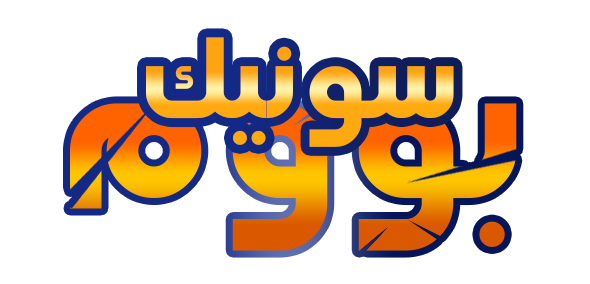
الشعار المعرب

## الشخصيات
أكدت سيغا طاقم تمثيل وشخصيات متعددة لسونيك بوم في 25 فبراير 2014.

### الشخصيات الرئيسية
- سونيك القنفذ  (صوت روجر كريغ سميث في النسخة الأمريكية، حسان حمدان في دبلجة اللبنانية، محمد أيتوني دبلجة مركز الزهرة) هو بطل القصة، وهو قنفذ سريع جدا وشجاع، كما أنه يحب المغامرة.
- تيلز (صوت كولين فيلارد في النسخة الإنجليزية، رانيا مروة النسخة الأول/عماد فغالي النسخة الثاني في دبلجة اللبنانية، لينا ضوا دبلجة مركز الزهرة) هو الصديق المقرب لِسونيك، وهو ثعلب ذو ذيلين يطير بهما، كما أنه ذكي ويستحق الثقة.
- ناكلز النضناض (صوت ترافيس ويلينغهام في دبلجة الأمريكية، جيل يوسف النسخة الأول/رودي قليعاني النسخة الثاني في دبلجة اللبنانية، مروان فرحات دبلجة مركز الزهرة) هو حيوان اشيدنا، يحب القتال ولا يتقبل المزاح كثيرا، تتغير صورته في سونيك بوم 2014 فيصبح أكبر، وتظهر قوته أكثر.
- أيمي روز (صوت سيندي روبنسون في النسخة الأمريكية، رالين داغر في دبلجة اللبنانية، صابرين الورار دبلجة مركز الزهرة) هي قنفذة وردية تحب سونيك، لها مطرقة قوية تقاتل بها، تتغير صورتها قليلا في هذه السلسلة الجديدة.
- الغريرة ستيكس (صوت نيكا فاتيرمان في النسخة الأمريكية، رنا الرفاعي في دبلجة اللبنانية، رغدة الخطيب دبلجة مركز الزهرة)
- دكتور إيغمان  (صوت مايك بولوك في النسخة الأمريكية، سعد حمدان النسخة الأول/حسن حمدان النسخة الثاني في دبلجة اللبنانية، محمد خير أبو حسون دبلجة مركز الزهرة) هو دكتور شرير، يسعى دوما إلى تدمير سونيك وأصدقائه، ويصنع الآلات مستعملا ذكاءه في الشر.
  - أوربوت (صوت كيرك ثورنتون في النسخة الأمريكية، زياد منذر الصوت الأول/حسن المصري الصوت الثاني في دبلجة اللبنانية، عادل أبو حسون دبلجة مركز الزهرة)
  - كيوبوت (صوت والي وينغيرت في النسخة الأمريكية، جيل يوسف في دبلجة اللبنانية، يحيى الكفري الصوت الأول/طالب الرفاعي الصوت الثاني دبلجة مركز الزهرة)

### الشخصيات المتكررة
- العمدة إي بلوربس فينك (صوت شربل أيوب في دبلجة اللبنانية، محمد خير أبو حسون دبلجة مركز الزهرة)
- سيدة والرس
- ليروي السلحفاة (صوت حسان حمدان في النسخة العربية)
- دايف (صوت زياد منذر الصوت الأول/حسن المصري الصوت الثاني في دبلجة اللبنانية، عادل أبو حسون دبلجة مركز الزهرة)
- سور النسر (صوت شربل أيوب في دبلجة اللبنانية، عادل أبو حسون دبلجة مركز الزهرة)

## وصلات خارجية
- سونيك بوم على موقع IMDb (الإنجليزية)
- سونيك بوم على موقع روتن توميتوز (الإنجليزية)
- سونيك بوم على موقع نتفليكس (الإنجليزية)
- سونيك بوم على موقع كينوبويسك (الروسية)
- سونيك بوم على موقع ألو سيني (الفرنسية)
- سونيك بوم على موقع قاعدة بيانات الفيلم (الإنجليزية)